# 破壊靱性
破壊靱性（はかいじんせい、英語：fracture toughness）とは、き裂・き裂状の欠陥を有する材料に、力学的な負荷が加わったときの破壊に対する抵抗。定量的には、破壊力学で用いられる力学的パラメータである応力拡大係数やJ積分などで評価される。材料の破壊に対する粘り強さの特性を意味する靱性の具体的な指標の一種。
元々は不安定なき裂進展形式の破壊現象である脆性破壊に対する材料定数を探るために研究されてきたが、現在では安定なき裂進展による延性破壊も含めて破壊靱性の手法で評価することが行われている。延性破壊のように塑性変形が無視できないほど起こるき裂進展に対しては、弾塑性破壊力学パラメータのJ積分やき裂先端開口変位で評価する必要があり、破壊靱性もそれらのパラメータ値で代表される。静的に負荷に対する破壊靱性は静的破壊靱性と呼ばれ、衝撃荷重のような動的負荷に対する破壊靱性は動的破壊靱性と呼ばれて区別される。
同じ種類の金属材料で比較した場合、一般的傾向として、降伏応力や引張強さが高い材料ほど破壊靱性は低下する。あるいは、破壊靱性が高いほど、降伏応力や引張強さが低下する。よって、強度的により優れた材料の開発にあたっては、引張強さと破壊靱性の両方をバランス良く向上させることが求められる。

## 試験方法
破壊靱性値を得るために、対象の材料から作成した試験片を用いて材料試験が行われる。ただし、負荷形式、部材形状に破壊靱性値は影響されて変動する。そのため、破壊靱性試験の方法は規格として定められ、共通化されている。特に、平面ひずみ状態での破壊靱性は材料が示す破壊靱性値の中でも最少であることから、平面ひずみ破壊靱性は実際の設計などでも重要な指標として用いられる。

### 平面ひずみ破壊靱性試験
その材料が小規模降伏条件と平面ひずみ条件を満たすときの破壊靭性値を求める試験としては、ASTM規格 E399 による試験が広く用いられている。モードIの応力拡大係数で破壊靱性を評価するもので、KIC試験とも呼ばれる。
ASTM E399 では、三点曲げ試験片とCT試験片の2種類が規定されている。どちらもスリット状の切欠きを備え、さらにその切欠き先端から疲労き裂をある長さまで予め発生させた試験が用いられる。平面ひずみ破壊靱性値を適切に得るために、疲労き裂導入時の応力履歴、負荷速度、不安定き裂進展開始荷重の仮定など、多くの制約が存在する。また、これらの制約条件を試験後に検証する必要があり、得られた結果が全て有効な値とはならない点が他の材料試験とは異なる。
き裂長さを a、リガメント長さを b とすると、得られた破壊靱性 KIC が条件式
{\displaystyle a,b\geq 2.5\left({\frac {K_{Ic}}{\sigma _{Y}}}\right)^{2}}
を満たす場合に小規模降伏条件を満たしていると判断できる。ここで、σYは材料の降伏応力である。平面ひずみ状態については、試験厚さをBとすると、上式と同型の条件式
{\displaystyle B\geq 2.5\left({\frac {K_{Ic}}{\sigma _{Y}}}\right)^{2}}
を満たす場合に平面ひずみ条件を満たしていると判断できる。

### 弾塑性破壊靱性試験
靱性の高い材料になると、KIC試験の実施が困難になる。応力拡大係数による平面ひずみ破壊靱性値を得るには、上記に示したような条件式を満たす必要があり、高靱性材料では大きな寸法の試験片が必要となる。また、実際の機械・構造物では、大規模降伏条件で破壊が発生することも少なくない。このような大規模降伏条件下における破壊に対する破壊靱性値は、弾塑性破壊力学のパラメータであるJ積分やき裂先端開口変位により表される。J積分値による破壊靱性の試験方法としては、平面ひずみ破壊靱性試験と同じくASTM規格により規定されており、よく引用される。JIC試験とも呼ばれる。ただし、へき開破壊形式のき裂の進展は対象外となっている。